# Anoteropsis virgata
Anoteropsis virgata är en spindelart som först beskrevs av Karsch 1880.  Anoteropsis virgata ingår i släktet Anoteropsis och familjen vargspindlar. Inga underarter finns listade i Catalogue of Life.